# Sowerbaea laxiflora
Sowerbaea laxiflora là một loài thực vật có hoa trong họ Măng tây. Loài này được Lindl. miêu tả khoa học đầu tiên năm 1841.

## Hình ảnh

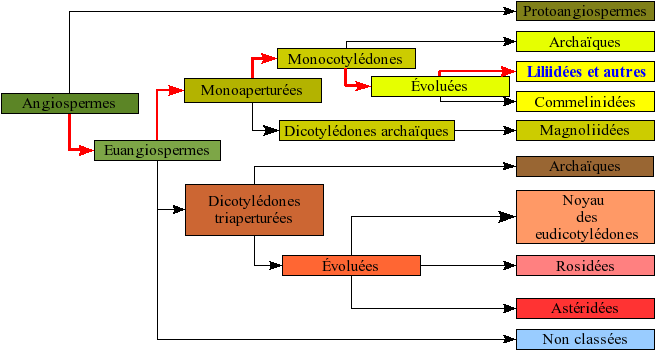